# Штанашское сельское поселение
Штана́шское се́льское поселе́ние (чув. Штанаш ял тӑрӑхӗ) — сельское поселение в Красночетайском районе Чувашии. Административный центр — село Штанаши.

## География
Находится в 25 км от районного центра.

## Население
| 2010 | 2012 | 2013 | 2014 | 2015 | 2016 | 2017 |
| ---- | ---- | ---- | ---- | ---- | ---- | ---- |
| 723  | ↘708 | ↘700 | ↘672 | ↘649 | ↘594 | ↘562 |
| 2018 | 2019 | 2020 | 2021 |      |      |      |
| ↘531 | ↘518 | ↘505 | ↘490 |      |      |      |

По данным Всероссийской переписи населения 2002 года в населённых пунктах поселения проживали 999 человек, численно преобладающая национальность — чуваши.

## Состав сельского поселения
Поселение состоит из 6 населённых пунктов: село Штана́ши, деревни Лесна́я, Кюрлево, Обыково, Арайкасы́, Горба́товка.
| № | Населённый пункт | Тип населённого пункта       | Население |
| - | ---------------- | ---------------------------- | --------- |
| 1 | Арайкасы         | деревня                      | ↗115      |
| 2 | Горбатовка       | деревня                      | ↗43       |
| 3 | Кюрлево          | деревня                      | ↗125      |
| 4 | Лесная           | деревня                      | ↗72       |
| 5 | Обыково          | деревня                      | ↗137      |
| 6 | Штанаши          | село, административный центр | ↗478      |

## Люди, связанные с поселением
- Логинов Алексей Романович (1903, Обыково, Курмышский уезд — 1943, при форсировании реки Днепр, Черниговская область, Украина) — лейтенант Рабоче-крестьянской Красной Армии, участник Великой Отечественной войны, Герой Советского Союза (1944).
- Прокопьева Зоя Платоновна (1931, Нижняя Кумашка, Шумерлинский район — 2004, Штанаши, Красночетайский район) — учительница, работала учительницей химии и биологии в Штанашской средней школе (1953—1990). Заслуженный учитель школы Чувашской АССР (1971), заслуженный учитель школы РСФСР (1975)[14].
- Элле Николай Алексеевич (1909, Штанаши, Курмышский уезд — 1982, Чебоксары) — театральный деятель. Участник Великой Отечественной войны. В 1928—1929 гг. учитель Штанашской 6-летней школы, в 1929—1930 гг. — организатор и редактор районной газеты «Коллективист», в 1930—1931 гг. заведующий отделом сельского хозяйства республиканской газеты «Красная Чувашия», в 1939—1941 гг. ответственный редактор Радиокомитета при Совнаркоме Чувашской АССР, директор Чувашского государственного академического драматического театра (ЧГАДТ), в 1946—1959 гг. — заместитель директора, директор ЧГАДТ, в 1959—1971 гг. директор Чувашского музыкально-драматического театра, Заслуженный деятель искусств Чувашской АССР (1960), заслуженный работник культуры РСФСР (1968). Награждён орденом Отечественной войны II степени (дважды), медалями[15].